# Избище (Воронежская область)
Избище — село в Семилукском районе Воронежской области. 
Входит в Нижневедугское сельское поселение.

## История
Основано однодворцами из Московской губернии в 1659 году.
В 1927 году село было разделено на две части, южная часть стала называться — Андреевкой (Нижнедевицкий район), северная — Избище (Семилукский район).

## Население
| 1859 | 1897  | 1900  | 2010 |
| ---- | ----- | ----- | ---- |
| 3450 | ↗4904 | ↗5292 | ↘119 |

## Инфраструктура
Сейчас в селе своей школы нет, зато сохранились остатки сразу двух школ. Одна из них (построенная из красного кирпича) довоенная, была разрушена в годы Великой Отечественной войны. Разрушенное здание пытались снести, но кладка оказалась настолько прочная, что снести не получилось. Пытались и восстановить, что внешне заметно по бетонным стяжкам, но что-то так же не сложилось. После войны было принято решение её не восстанавливать, а построить рядом новую. Новая тоже уже отслужила свой век и стоит заброшенной.

## Русская православная церковь
В селе находится одна из старинных церквей Воронежской области — Вознесенская церковь. 27 января 1943 года, при отступлении, немцы взорвали церковь. Районные власти распорядились уничтожить оставшуюся 45-метровую колокольню. Однако председатель сельского совета не выполнил данное распоряжение и колокольня осталась цела.

Фотогалерея
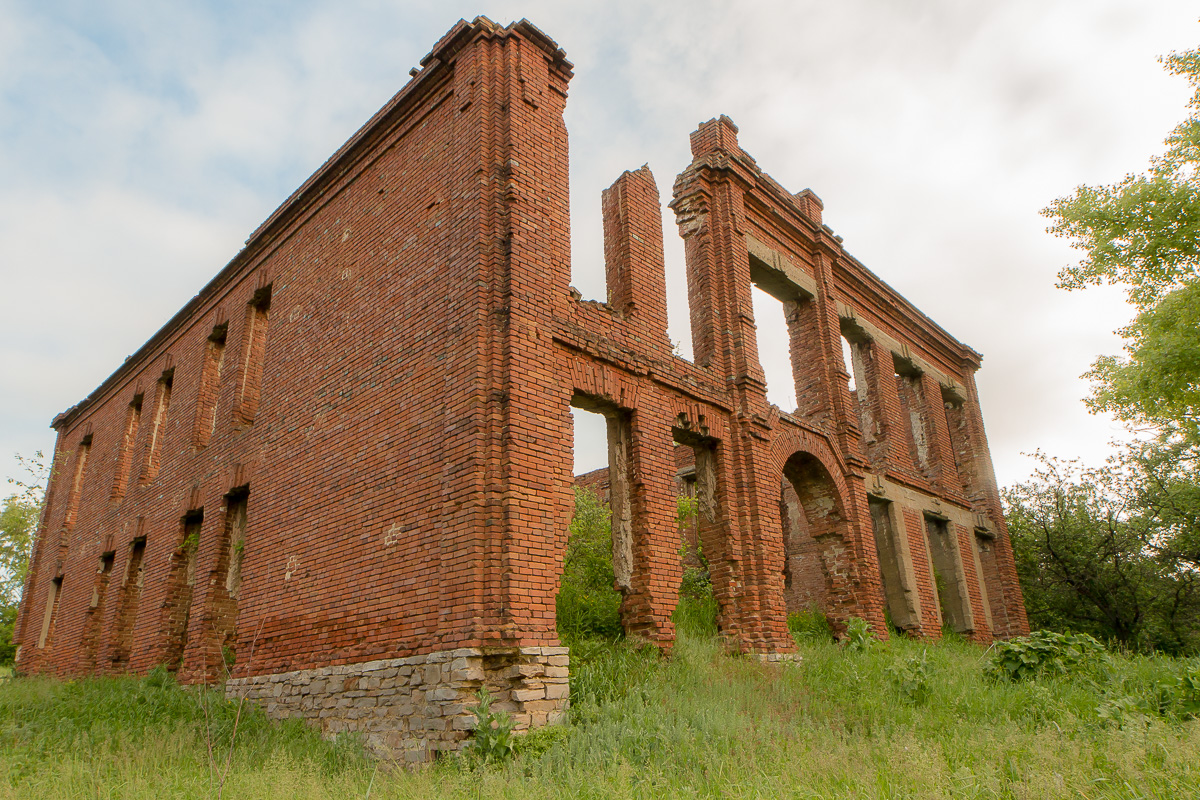
Школа, построенная до войны
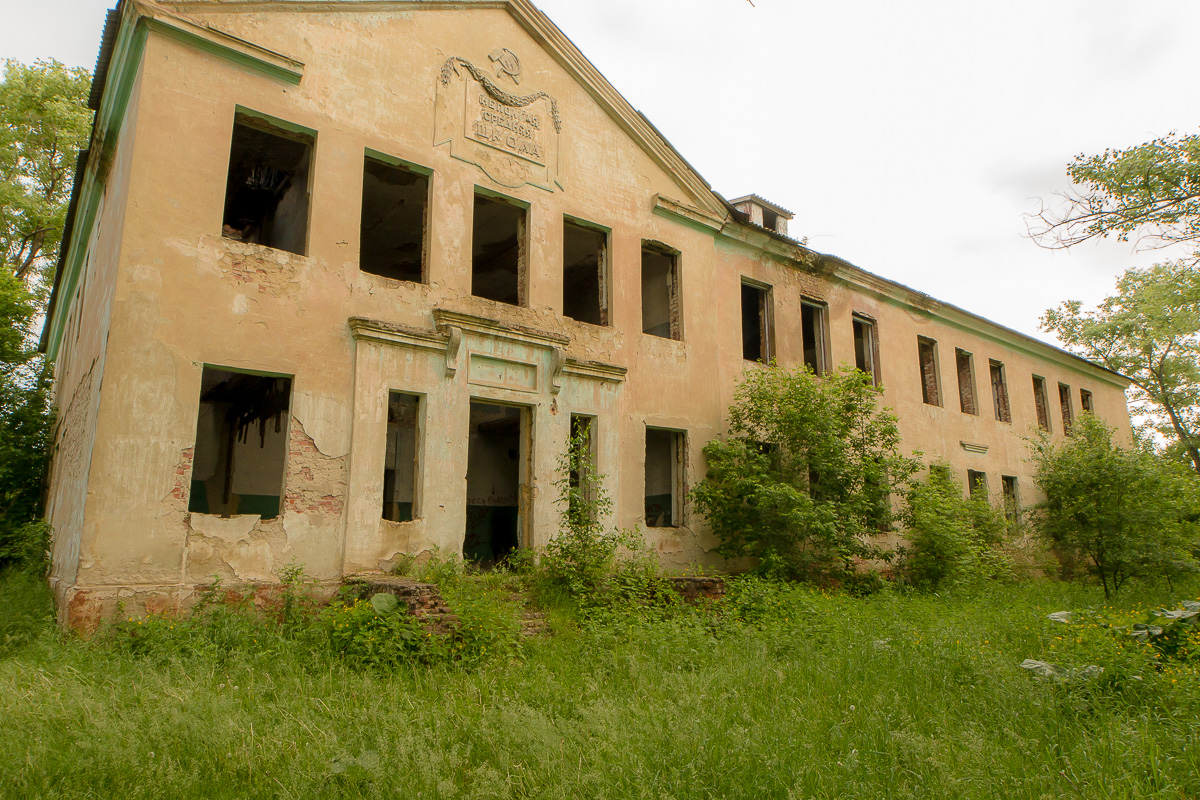
Школа, построенная после войны
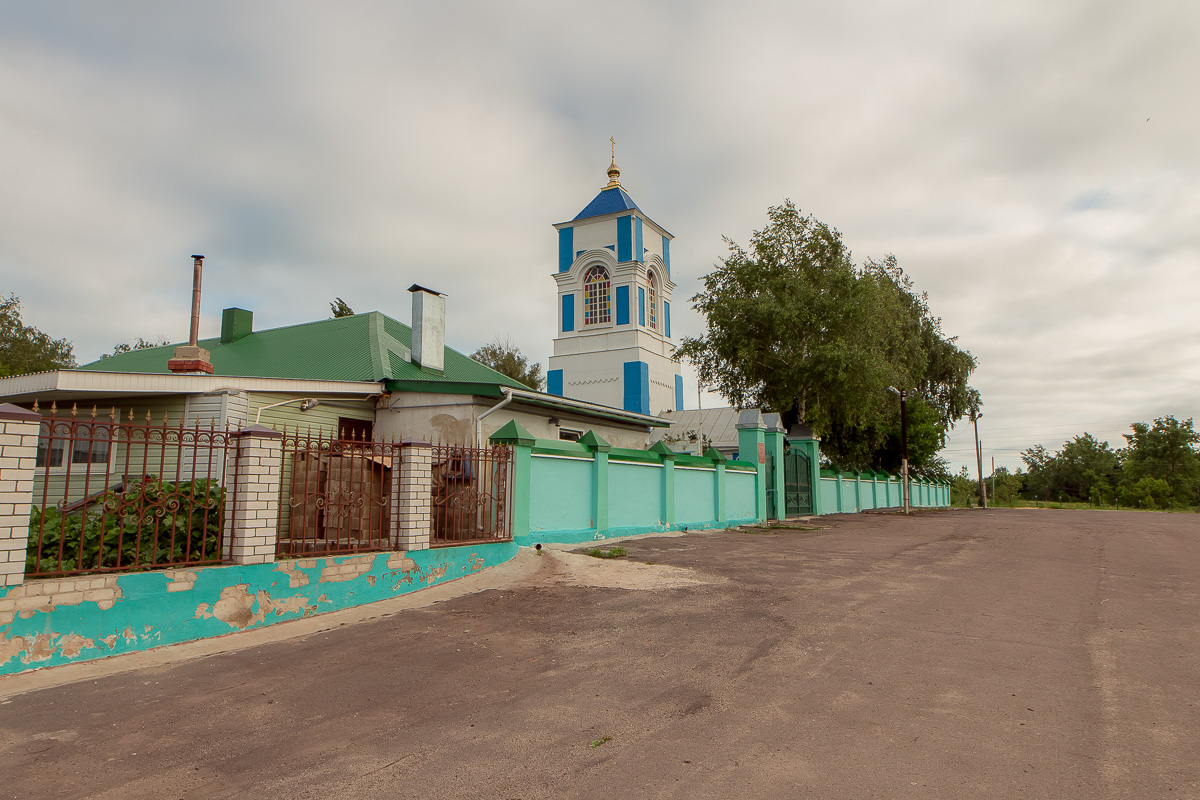
Вознесенская церковь